# Bayfront (métro de Singapour)
Bayfront est une station de métro à Singapour. 